# 西岔镇
西岔镇，是中华人民共和国甘肃省兰州市皋兰县下辖的一个乡镇级行政单位。

## 行政区划
西岔镇下辖以下地区：
阳洼窑村、岘子村、团庄村、漫湾村、陈家井村、西岔村、铧尖村、段家川村、五墩村、四墩村、火家湾村、中川村、山字墩村、赵家铺村和窝窝井村。